# دانشگاه دریانوردی و علوم دریایی چابهار
دانشگاه دریانوردی و علوم دریایی چابهار در بندر چابهار (تنها بندر اقیانوسی ایران) واقع است و به آموزش علوم و رشته‌های مربوط به دریانوردی ، علوم و فنون دریایی ، عمران، زبان انگلیسی، مدیریت و ... می‌پردازد.

## اهمیت
این دانشگاه که در بندر فوق راهبردی و بازرگانی چابهار قرار دارد هم‌اکنون به عنوان یکی از دانشگاه‌های تخصصی و قطب آموزش و پژوهش صنعت دریانوردی و علوم دریایی ایران و خاورمیانه است و دارای ۳ دانشکده و حدود ۳ هزار تن دانشجو در حال تحصیل دارد.

## تاریخچه
در سال ۱۳۵۵ با همکاری دانشگاه ساوت‌همپتون انگلستان و دانشگاه بلوچستان(سپس در سال 1362 به دانشگاه سیستان و بلوچستان تغییر نام داد.) با نام «دانشکده دریانوردی و علوم دریایی چابهار» برای پرورش نیروی متخصص ناوگان دریایی کشور بنیان گذاشته شد و مدیریت و راهبری آن توسط مستشاران و مدرسان انگلیسی انجام می‌گرفت.
در سال ۱۳۵۷ با پیروزی انقلاب اسلامی ایران و استقرار انقلاب فرهنگی کلیه مدرسین غیر ایرانی، دانشگاه را ترک گفتند و همهٔ امور آموزشی، پژوهشی و اجرایی به استادان ایرانی واگذار شد. به عبارت دیگر همهٔ دروسی که پیشتر توسط استادان خارجی تدریس می‌شد اینک توسط استادان ایرانی به ویژه دانش‌آموختگان ممتاز این دانشگاه که مدارک خود را با استفاده از بورس وزارت علوم، تحقیقات و فناوری یا همین دانشگاه در دانشگاه‌های طراز اول خارج از کشور گرفته‌اند ارائه، تدریس و مدیریت می‌شود.
این دانشگاه در سال ۱۳۸۱ از دانشگاه سیستان و بلوچستان منفک گردید و به عنوان یک مرکز آموزش عالی دریانوردی و علوم دریایی مستقل کار خود را تا سال ۱۳۸۴ ادامه داد. با عنایت به ارتقاء کیفی محتواهای دوره های آموزشی، رعایت استانداردهای بین المللی آموزشی و استقبال داوطلبان تحصیل در رشته های تخصصی علوم و فنون دریایی در داخل کشور این مرکز آموزش عالی از تیر ۱۳۸۴ از مرکز آموزش عالی به مرتبه "دانشگاه" ارتقا یافت و رشته‌های جدیدی در مقاطع مختلف تحصیلی از قبیل مهندسی کشتی‌سازی، مهندسی الکترونیک و مخابرات دریایی و مهندسی شیلات، مهندسی عمران، مدیریت بازرگانی دریایی، حمل و نقل دریایی، مدیریت حمل و نقل دریایی بین قاره ای، بندر و کشتیرانی و اقتصاد بازرگانی، زیست شناسی دریا، شیلات و آبزیان، شیمی دریا، بنادر و سازه های دریایی، هیدرو مکانیک کشتی، محیط زیست دریایی، کنترل آلودگی دریا، علوم شیلاتی تکثیر و پرورش آبزیان، فرآوری محصولات شیلاتی، صید و بهره برداری آبزیان و ..... نیز به رشته‌های پیشین افزوده گردید.
این دانشگاه برای تربیت دانشجویان برخی از رشته‌های تحصیلی که جنبه بین‌المللی دارند، بر اساس کنوانسیون اس‌تی‌سی‌دبلیو (STCW) و مقررات سازمان بین‌المللی دریانوردی (IMO) تابعه سازمان ملل متحد ملزم به ارائه دروس تخصصی و الزامی به زبان انگلیسی و بر اساس استانداردهای بین‌المللی است. با استقرار مدیریت سیستم کیفیت در این دانشگاه، کیفیت و کمیت محتوای دروس برخی از دوره‌ها، توانمندی مدرسین، امکانات آموزشی، پژوهشی، برگزاری دوره‌های تخصصی، امتحانات و امکانات رفاهی این دانشگاه توسط بازرسانی از سوی سازمان‌های DNV , TÜV NORD و سازمان بنادر و دریانوردی ایران به صورت ادواری و تصادفی ممیزی می‌گردد تا با استانداردهای جهانی تطبیق نماید.
در حال حاضر این دانشگاه با ۳۲ رشته / گرایش در مقاطع کارشناسی، کارشناسی ارشد و دکتری و به صورت روزانه تمام وقت، شبانه و دوره پردیس دانشگاه یکی از مطرح‌ترین دانشگاه‌های علمی و تحقیقاتی در زمینه‌های علوم و فنون دریایی در منطقه است. این دانشگاه تا پایان سال ۱۳۹۳ تنها در رشته مهندسی دریا - دریانوردی حدود سه هزار نفر نیروی متخصص دریانورد در گرایش‌های فرماندهی عرشه، موتورخانه و الکترونیک و مخابرات دریایی برای ناوگان کشتیرانی تجاری تربیت و فارغ‌التحصیل نموده‌ و در خود کفایی نیروی انسانی دریانورد ماهر و دارای دانش آکادمیک کمک شایانی به صنایع حمل و نقل دریایی کشور و منطقه نموده است.